# 논산 개태사지
논산 개태사지(論山 開泰寺址)는 대한민국 충청남도 논산시 연산면 천호리에 있는 사철 터이다. 1983년 9월 29일 충청남도의 기념물 제44호로 지정되었다.
이규보가 쓴 〈개태사 조전원문〉에 의하면 고려 태조 19년에 왕건이 후백제를 평정하고 이곳에 국찰로 창건토록 한 국립 개국사찰이다. 전쟁이 끝나고 나라가 안정되어감에 따라 왕이 명하여 개태사를 창건토록 하였는데, 이는 태조가 전쟁을 하면서도 백성이 생업을 유지하게 하며 나라를 세웠음은 부처님과 산신령의 도움이라고 생각하고 절을 창건하여 개태사라 불렀다. 일설에 의하면 아들 신검에게 나라를 빼앗긴 견훤이 개태사에서 쓸쓸하게 사망하였다고 한다.
이 일대는 백제의 계백 장군과 신라의 김유신 장군이 전투를 벌였던 곳에 가깝고 고금을 통해서도 군사, 교통상의 요지로서 사찰 주변에는 6km에 달하는 토성이 있었고, 승병이 주둔하여 사찰을 수비하였다. 이 지역에는 동시대의 철확(가마솥, 충청남도 민속문화재 제1호)과 석조여래삼존입상(보물 제219호)이 봉안되어 있다.

## 개요
개태사는 고려 태조 왕건이 후백제 세력을 완전히 물리친 후, 태조 23년(940)에 지은 절이다.
당시 절 안에는 태조의 초상화가 있어서 나라에 전쟁의 기미가 있으면 그 앞에 기원문을 올려 나라가 태평하기를 빌었다고 한다. 그 후 이 절은 고려 후기에 이르러 왜구의 빈번한 약탈에 의해 차츰 기울어진 것으로 보인다.
현재의 위치는 세종 10년(1428)에 옮겨진 것으로, 개태사 안에는 개태사지삼존불상(보물 제219호)이 있고, 이외에도 석탑과 쇠솥이 있다. 전성기에 장국을 끓였다고 전해지는 이 쇠솥은 지름 3m, 높이 1m, 둘레 9.4m에 이를 정도여서 수백명의 승려가 기거했다는 전설을 사실로 뒷받침하고 있다. 건물 자리와 주춧돌, 석조, 불상의 대좌, 죽대들이 남아 있으며, 이곳에서 출토된 청동제 반자는 국립부여박물관에 소장되어 있다. 이 절터에 있었던 석조불좌상 1구는 상방산의 한 암자에 안치되어 있다.
개태사터 일대는 삼국시대 후기 신라군이 당과 동맹을 맺고 백제를 공략할 때 통과한 진격로로, 백제의 계백 장군이 5천 결사대를 이끌고 근처 황산벌에서 신라와 최후의 전투를 벌였던 장소로 유명하다. 그후에도 군사·교통의 요충지로 주목을 받았던 곳이다. 또한 주변에는 사찰을 지키기 위해 만든 약 6km에 달하는 토성이 있다.

## 관련 문화재
- 개태사 철확 - 충청남도 민속문화재 제1호

## 참고 자료
- 개태사지 - 국가유산청 국가유산포털